# Дегустація вина

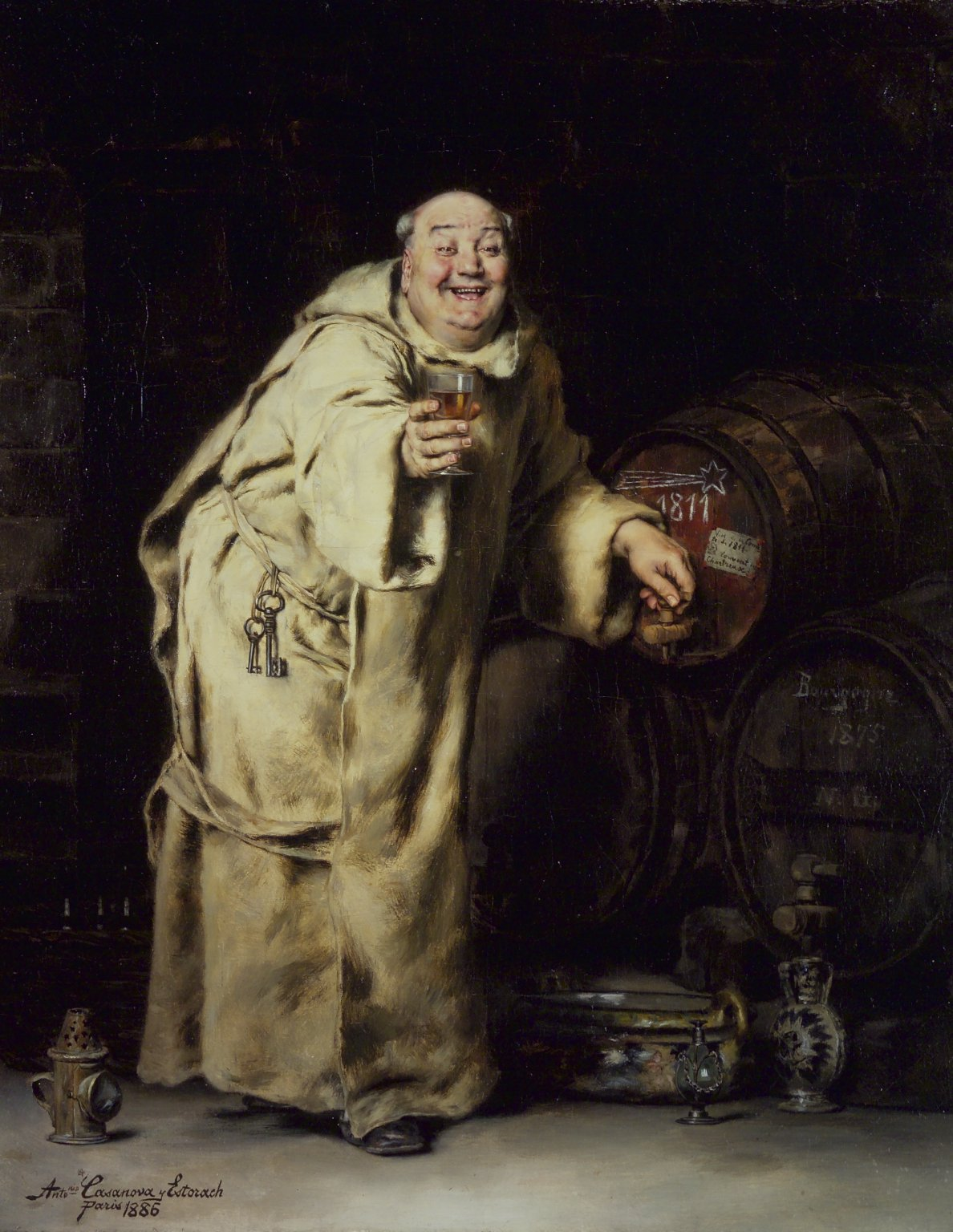
Картина «Монах дегустує вино» Антоні Казанови Естораха.

Дегустація вина — чуттєве дослідження та оцінка вина. Хоча практика дегустації вина така ж давня, як і його виробництво, більш формалізована методологія поступово встановлювалася, починаючи з XIV століття. Сучасні професійні дегустатори (наприклад, сомельє або закупники в роздрібній торгівлі) використовують спеціалізовану термінологію, яка постійно розвивається і використовується для опису діапазону сприйманих смаків, ароматів і загальних характеристик вина. Більш неформальна, рекреаційна дегустація може використовувати подібну термінологію, яка зазвичай передбачає набагато менш аналітичний процес для більш загальної, особистої оцінки.
Результати, отримані під час наукової сліпої дегустації вин, свідчать про ненадійність дегустації як для експертів, так і для споживачів, наприклад, про непослідовність у визначенні вин на основі регіону та ціни.

## Історія
Шумерські оповіді про Ґільґамеша 3-тє тисячоліття до н. е. розрізняють популярне пиво Межиріччя, а також вина з гір Загросу чи Лівану. У IV столітті до н. е. Платон перерахував основні смаки вина і класифікував аромати за «видами», або родинами.
Арістотель запропонував сенсорну дегустацію, визначену чотирма стихіями (повітря, вода, вогонь і земля), яку ще більше поглибив римський філософ Лукрецій у першому столітті до нашої ери.
Хоча практика дегустації така ж давня, як і історія вина, термін «дегустація» вперше з'явився у 1519 році. Методологія дегустації вина була формалізована у XVIII столітті, коли Лінней, Понселе та інші вчені актуалізували розуміння дегустації.
У 2004 році Річард Ексел та Лінда Бак отримали Нобелівську премію з медицини за внесок у пізнання смаку та нюху.

## Колір вина
Не спробувавши вина, не можна сказати, чи є, наприклад, біле вино важким або легким. Перед тим, як зробити ковток, дегустатор намагається визначити порядок, в якому слід оцінювати вина лише за зовнішнім виглядом та ароматом. Важкі вина мають глибший колір і, як правило, інтенсивніший аромат на носі. Більш солодкі вина, будучи щільнішими, залишають густі, в'язкі смуги (так звані ніжки або сльози) на внутрішній стороні келиха при закручуванні.

## Винні школи
Зростає кількість винних шкіл, які пропонують публічні уроки дегустації вин. Ці програми часто допомагають дегустаторам відточувати та розвивати свої здібності в контрольованому середовищі. Деякі з них також пропонують професійне навчання для сомельє та виноробів. Можна навіть навчитися методично оцінювати вино за допомогою дистанційного навчання.